# Boreč
Boreč (deutsch Boretsch) ist eine Gemeinde in Tschechien. Sie liegt zwölf Kilometer westlich von Mladá Boleslav und gehört zum Okres Mladá Boleslav.

## Geographie
Boreč befindet sich südöstlich der Daubaer Schweiz im Mittelböhmischen Tafelland am Ende einer linken Seitenklamm des Baches Košátecký potok. Kennzeichnend für die Umgebung sind unbewaldete Hochebenen, durch die sich tiefe baumbestandene Täler nach Südosten furchen.
Nachbarorte sind Kluky im Norden, Skalsko im Nordosten, Kovanec und Horní Cetno im Osten, Doubravička im Südosten, Malé Všelisy und Velké Všelisy im Süden, Syslov, Zamachy und Kadlín im Südwesten, Ledce und Žebice im Westen sowie Vrátno im Nordwesten.

## Geschichte
Die erste urkundliche Erwähnung von Boreč erfolgte 1385 im Zuge der Regelung des Nachlasses des verstorbenen Besitzers Slavibor von Slivno. Um 1404 erwarben die Herren von Kováň das Dorf und 1505 wurde es an die Herrschaft Košátky angeschlossen. Im Jahr 1548 kaufte Ferdinand I. den Besitz. 1615 wurde Boreč an die Herrschaft Bezno angeschlossen.
1694 erwarb der Hauptmann des Bunzlauer Kreises, Johann Rudolf Záruba von Hustiřan, die Güter. Nach der Aufhebung der Patrimonialherrschaften wurde Boreč 1850 zur selbständigen Gemeinde. Bis 1950 gehörte das Dorf zum Okres Mnichovo Hradiště, dann bis 1961 zum Okres Doksy und seitdem zum Okres Mladá Boleslav.

## Gemeindegliederung
Die Gemeinde Boreč besteht aus den Ortsteilen Boreč (Boretsch) und Žebice (Schebitsch).

## Sehenswürdigkeiten
- Kapelle am Dorfplatz
- barockes Tor aus dem Jahre 1835